# سالاد پیاز
سالاد پیاز (به ترکی استانبولی: piyaz، فارسی: پیاز، کردی: پیاز، پیاز به معنای پیاز یا سالاد) نوعی غذای ترکی، غذاهای ترکی و سالاد یا مزه ایرانی است که از هر نوع لوبیا خشک با پیاز، جعفری و سماق درست می‌شود. نام piyaz برگرفته از واژه ایرانی قدیم «پیاز» به معنای پیاز است، که بعداً این نام برای سالاد یا مزه‌هایی که با پیاز درست می‌شد، اقتباس شد. در استان آنتالیا ترکیه متفاوت از مناطق دیگر با مواد دیگری مانند ارده (دانه کنجد له شده) تهیه می‌شود. پیاز در آنتالیا سالاد نیست بلکه غذای اصلی است. در استان‌های جنوبی مانند آدانا، کلمه پیاز برای اشاره به سالاد پیاز و سماق استفاده می‌شود. در دوره عثمانی پیاز از کنگر، نخود، نخود، باقلا و سیب زمینی نیز تهیه می‌شد که در ربع آخر قرن نوزدهم به ترکیه راه یافت.